# إيرل سانت جون
إيرل سانت جون (بالإنجليزية: Earl St. John)‏ هو منتج أفلام أمريكي، ولد في 14 يونيو 1892 في باتون روج في الولايات المتحدة، وتوفي في 26 فبراير 1968 في توريمولينوس في إسبانيا.

## وصلات خارجية
- إيرل سانت جون على موقع IMDb (الإنجليزية)
- إيرل سانت جون على موقع قاعدة بيانات الفيلم (الإنجليزية)